# Guldgrönt metallfly
Guldgrönt metallfly, Diachrysia zosimi, är en fjärilsart som beskrevs av Jacob Hübner 1822. Guldgrönt metallfly ingår i släktet Diachrysia och familjen nattflyn, Noctuidae. Arten är ännu inte påträffad i Sverige, men förekommer i Finland  men ses där som sällsynt migrant och klassas som tillfällig. Inga underarter finns listade i Catalogue of Life.

## Bildgalleri

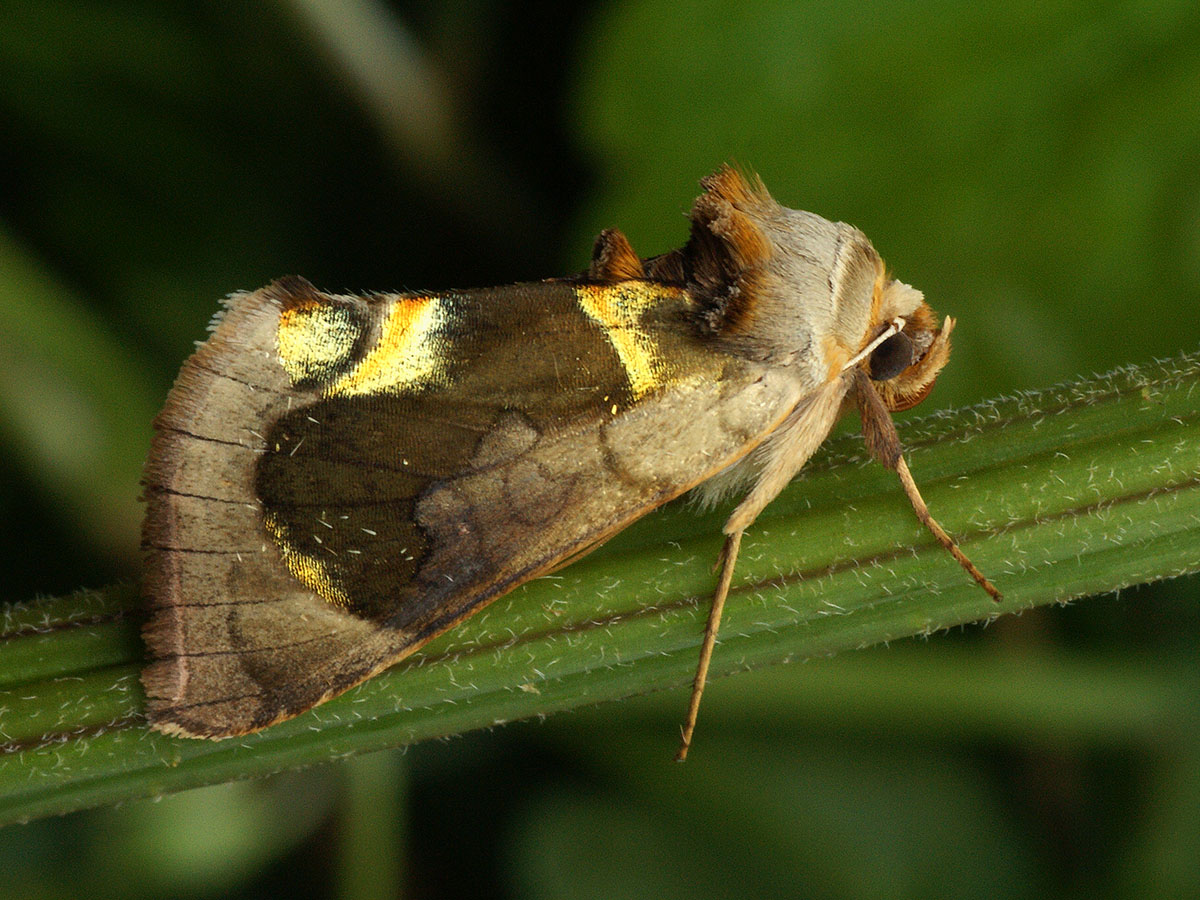
Imago fjäril
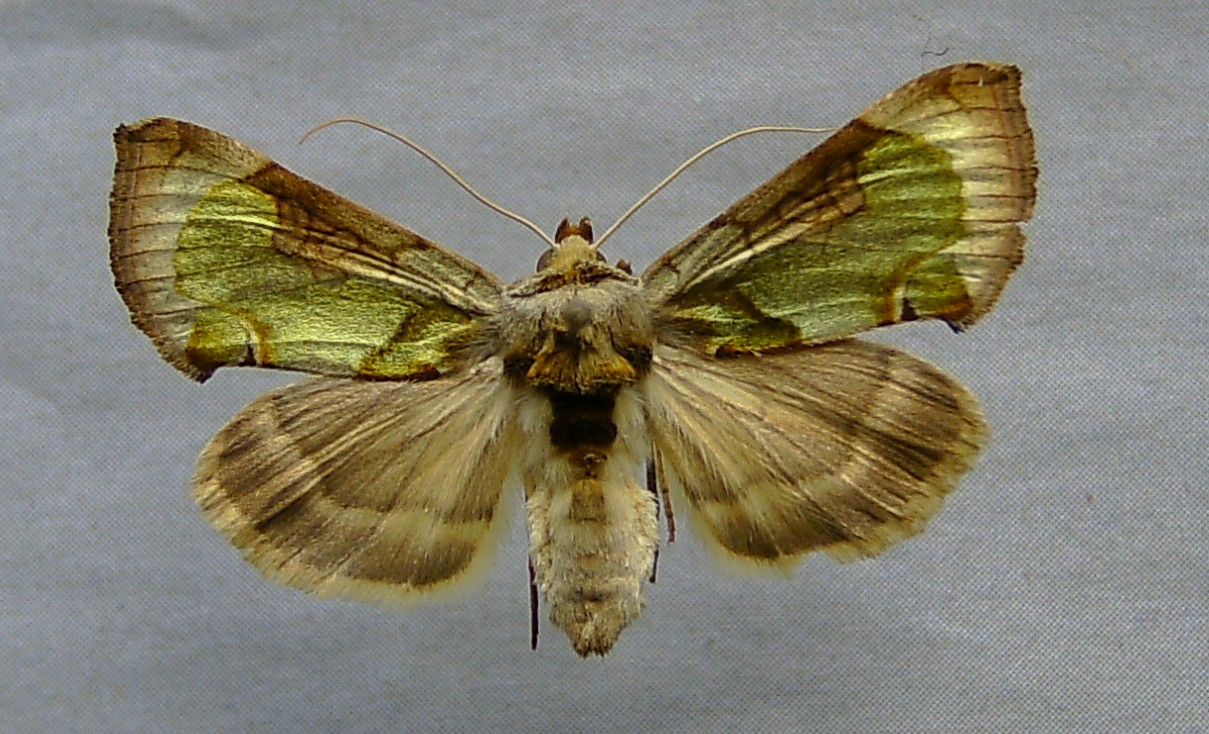
Preparerad (uppnålad) imago fjäril